# Robert De Middeleir
Robert De Middeleir, né le 26 août 1938 à Oordegem et mort le 8 juillet 2016 à Lede, est un coureur cycliste belge. Professionnel de 1962 à 1967, il a notamment remporté le Circuit Het Volk en 1962.

## Palmarès
- 1960
  - Bruxelles-Opwijk
- 1961
  - 2e étape du Tour de Belgique indépendants
  - 2e du Grand Prix de clôture
  - 3e du Circuit Het Volk indépendants
  - 3e du Circuit du Tournaisis
- 1962
  - Circuit Het Volk
  - 2e de la Flèche brabançonne
  - 2e de Kuurne-Bruxelles-Kuurne
- 1964
  - Nokere Koerse
- 1966
  - 2e de Kuurne-Bruxelles-Kuurne
  - 3e Circuit du Houtland-Torhout

## Résultats sur les grands tours

### Tour de France
1 participation
- 1962 : hors-délai (14e étape)